# Lauryn Hill
Lauryn Noel Hill (født 25. maj 1975) er en amerikansk sanger, producer og skuespiller. Hun blev i begyndelsen af sin karriere primært kendt som forsangeren i det populære band The Fugees.
I 1998 sprang hun ud som solo artist med det anmelderroste album The Miseducation of Lauryn Hill. Med albummet vandt Lauryn Hill 5 Grammy priser.

## Diskografi
- 1998 The Miseducation of Lauryn Hill
- 2002 MTV Unplugged No. 2.0

## Film
- 1991 As the World Turns – Kira Johnson
- 1992 Here and Now
- 1993 King of the Hill – Elevator Operator
- 1993 Sister Act 2: Back in the Habit – Rita Louise Watson
- 1996 ABC Afterschool Specials – Malika
- 1997 Hav Plenty – Debra
- 1998 Restaurant – Leslie